# Simaruba
Simaruba (lat. Simarouba), rod tropskog drveća iz porodice gorkuničevki. Pripada mu šest vrsta iz Srednje i tropske Južne Amerike i Antila. Kora s korijena nekih vrsta je ljekovita (dizenterija), dok kora i lišće vrste S. versicolor služili su kao lijek protiv zmijskog otrova.

## Vrste
1. Simarouba amara Aubl.
2. Simarouba berteroana Krug & Urb.
3. Simarouba glauca DC.
4. Simarouba laevis Griseb.
5. Simarouba tulae Urb.
6. Simarouba versicolor A.St.-Hil.